# Sothis (Album)
Sothis ist das zweite Studioalbum der polnischen Metal-Band Vader. Es erschien im März 1994 in Polen über Baron Records. In Europa, Kanada und der USA erschien das Album über Repulse Records. In Japan wurden die Lieder als Bonustracks für die Alben De Profundis und The Darkest Age: Live '93 verwendet.
Die Platte enthält mit Sothis und Vision and the Voice zwei Lieder, die ein Jahr später nochmal für das Album De Profundis neu aufgelegt wurden.
Mit Black Sabbath war hier auch ein Cover von der gleichnamigen Band vorhanden, das in derselben Version nochmal für das Coveralbum Future of the Past verwendet wurde.
The Wrath ist eine weitere Neuaufnahme von einem Demo-Stück. Es erschien 1989 auf der Necrolust-Demo und basiert auf dem polnischsprachigen Lied Gniew Szatana von der ersten Demo Live in Decay.
Hymn to the Ancient Ones, De Profundis und das an den Cthulhu-Mythos angelehnte R'Lyeh sind kurze Intros, die nur auf diesem Album zu finden sind.
Es war die erste Veröffentlichung, an der Jarosław „China“ Łabieniec als zweiter Gitarrist beteiligt war und bei der Leszek „Shambo“ als neuer Bassist aufgeführt wurde (der Bass selber wurde von Wiwczarek eingespielt).

## Stil
Gegenüber dem Vorgänger wurden die Thrash-Metal-Anteile zurück geschraubt und mit nur 23 Minuten Länge ist Sothis auch deutlich kürzer als The Ultimate Incantation. Sothis und Vision and the Voice dauern zwischen drei und vier Minuten, während die Intros alle kürzer als zwei Minuten lang sind und nur The Wrath und Black Sabbath die 5-Minuten-Grenze überschreiten.
Die Bedeutung dieses Albums zeigt sich darin, dass einige Lieder der Platte exklusiv im Rahmen der „Back to the Black“-Tour 2013 in Kombination mit Liedern von Black to the Blind live gespielt wurden, darunter Sothis, Vision and the Voice und The Wrath.

## Wiederveröffentlichung
2012 erschien eine Neuauflage im Digipak über das Label Witching Hour Productions. Diese hatte ein neues Cover-Artwork von Zibigniew Bielak und enthielt zusätzlich sieben Live-Tracks aus dem Jahr 1994, darunter die ältesten bekannten Live-Versionen von Sothis und dem Slayer-Cover Raining Blood, die auch auf Live In Japan von 1998 zu finden sind. Vier Lieder waren bereits auf dem Livealbum The Darkest Age: Live '93 zu finden. Eine weitere Liveversion von The Wrath existiert auf dem Album Live Before The Ages of Chaos von 2015. Da im Studio nicht alle vier Mitglieder an den Aufnahmen mitwirkten, war hier erstmals die gesamte Besetzung des Albums zu hören.

## Titelliste
1. Hymn to the Ancient Ones – 1:52
2. Sothis – 3:46
3. De Profundis – 1:31
4. Vision and the Voice – 3:27
5. The Wrath – 4:54
6. R’Lyeh – 1:53
7. Black Sabbath (Black Sabbath Cover) – 6:20
8. Dark Age* – 4:36
9. Testimony* – 3:34
10. Vicious Circle* – 2:59
11. Crucified Ones* – 3:30
12. The Wrath* – 4:21
13. Sothis* – 3:28
14. Raining Blood (Slayer Cover )* – 3:31

* Live Jarocin 1994 Bonustracks (auf der Digipack-Edition)